# Georges Perron
Georges Marcel Émile Nicolas Perron OFMCap (* 12. Januar 1925 in Chemillé, Département Maine-et-Loire; † 6. Mai 2021 in Angers, Département Maine-et-Loire) war ein französischer Ordensgeistlicher und römisch-katholischer Bischof von Dschibuti. 

## Leben
Georges Perron trat 1944 der Ordensgemeinschaft der Kapuziner bei, legte am 8. September 1945 die ewige Profess ab und empfing nach seiner theologischen Ausbildung am 29. Juni 1951 in der Kathedrale von Nantes die Priesterweihe. Im Januar 1956 wurde er von seinem Orden als Missionar nach Äthiopien entsandt, wo er zunächst bis 1970 wirkte. Nach einem Sabbatjahr in Paris kehrte Perron 1971 nach Äthiopien zurück und wirkte als Gemeindepfarrer in Dire Dawa. In seine Zeit als Pfarrer fiel auch der Ogadenkrieg zwischen Somalia und Äthiopien 1977, der sich auch auf das Gebiet von Dire Dawa erstreckte. Nach dem altersbedingten Rücktritt von Urbain-Marie Person verwaltete er von 1982 bis 1987 das Apostolische Vikariat Harar als Apostolischer Administrator.
Papst Johannes Paul II. ernannte ihn am 21. November 1992 zum Bischof von Dschibuti, nachdem Perron dort bereits seit 1987 Apostolischer Administrator war. Die Bischofsweihe spendete ihm der Bischof von Blois, Jean Cuminal, am 14. März 1993 in der Wallfahrtskirche Notre-Dame de la Trinité in Blois; Mitkonsekratoren waren Jean Orchampt, Bischof von Angers, und Giovanni Bernardo Gremoli OFMCap, Apostolischer Vikar von Arabien. 
Am 13. März 2001 nahm Papst Johannes Paul II. sein aus Altersgründen vorgebrachtes Rücktrittsgesuch an. Georges Perron hatte seinen Altersruhesitz in Angers, Frankreich, und starb dort im Mai 2021 mit 96 Jahren.